# Lampeidae
Lampeidae is een familie van ribkwallen uit de klasse van de Tentaculata.

## Geslachten
- Gastropodes
- Lampea Stechow, 1921
- Lampetia